# جائحة فيروس كورونا على سفينة أميرة الألماس 2020
أميرة الألماس (بالإنجليزية: The Diamond Princess)‏ هي سفينة سياحية مسجلة في بريطانيا، تملكها وتديرها Princess Cruises. و قد.تم تأكيد الحالات الإيجابية لـ COVID-19 المرتبطة بوباء فيروس كورونا 2019-2020 على متن السفينة في شباط 2020.
كانت سفينة أميرة الألماس قد غادرت في الأصل من يوكوهاما في 20 يناير 2020 في رحلة ذهاب وعودة على أنها جولة في جنوب شرق آسيا خلال فترة السنة القمرية الجديدة. ركب راكب يبلغ من العمر 80 عامًا من هونغ كونغ، الصين، في يوكوهاما، ونزل في هونغ كونغ في 25 يناير.
في 1 فبراير، بعد ستة أيام من مغادرة السفينة، قام بزيارة مستشفى في هونغ كونغ، حيث كان اختباره إيجابيًا لمرض السارس- CoV-2.
في 1 فبراير 2020، رست السفينة في يوكوهاما، قبل يوم واحد من الموعد المحدد. . كان من المقرر أن تغادر يوكوهاما في رحلتها البحرية القادمة في 4 فبراير، لكنها أعلنت عن تأجيل في نفس اليوم للسماح للسلطات اليابانية بفحص واختبار الركاب والطاقم الذين لا يزالون على متنها. في 4 فبراير، أعلنت السلطات نتائج اختبار إيجابية لـ SARS-CoV-2 لعشرة أشخاص على متنها، وإلغاء الرحلة البحرية، وأن السفينة تدخل الحجر الصحي. في 20 فبراير ذكرت منظمة الصحة العالمية أن السفينة مسؤولة عن أكثر من نصف الإصابات المبلغ عنها حول العالم خارج الصين.
قامت وزارة الصحة والعمل والرفاهية اليابانية بالحجر الصحي لـ 3700 راكب وطاقم من المشتبه إصابتهم وكان متوقعًا أن تكون فترة الحجر 14 يومًا، قبالة ميناء يوكوهاما. في 7 فبراير، ارتفع العدد الإجمالي للأشخاص مصابون بعدوى كورونا إلى 61 من الذين كانوا على متنها. تم الكشف عن 3 حالات أخرى في 8 فبراير، ليصل العدد الإجمالي إلى 64. في 9 فبراير تم الكشف عن 6 حالات، بينما تم اكتشاف 65 حالة أخرى في 10 فبراير، ليصل الإصابات إلى 135.
في 11 فبراير، تبين أن أكثر من 39 شخصا نتائج فحصهم للإصابة بالفيروس إيجابية، بما في ذلك ضابط الحجر الصحي، ليصل المجموع إلى 174. تم الإبلاغ عن الركاب الذين تأكدت إصاباتهم لنقلهم إلى الشاطئ لتلقي العلاج. في 13 فبراير، تبين أن أكثر من 44 شخصًا نتائج فحصهم للفيروس إيجابية، ليصل المجموع إلى 218. في 15 فبراير، تم الإبلاغ عن إصابة 67 شخصًا آخر، ليصل المجموع إلى 285.
في 16 فبراير تم الإبلاغ عن إصابة 70 شخصًا آخرين، ليصل المجموع إلى 355. في اليوم التالي في 17 فبراير، أكدت وزارة الصحة والعمل والرعاية الاجتماعية إصابة 99 حالة أخرى، ليرتفع العدد الإجمالي إلى 454، 33 منهم من أفراد الطاقم.
في 18 فبراير تم تأكيد إصابة 88 حالة أخرى، ليصل المجموع إلى 542. بحلول أواخر مارس، قيل أن 712 من 3711 شخصًا في أميرة الألماس، أو 19.2٪ أصيبوا بـ COVID-19. و هناك احتمال أن يكون الحجر الصحي في سفينة سياحية أمرًا خطيرًا، لأن السفينة السياحية لا تستخدم مرشحات HEPA التي يمكنها فحص 99 في المائة من الجسيمات بقطر 3 مايكرون أو أكثر، كما هو مستخدم في الطائرات الحديثة.
انتقد كينتارو إيواتا، خبير الأمراض المعدية في جامعة كوبي الذي زار السفينة، بشدة إدارة الوضع في مقطعي فيديو يوتيوب تم نشرهما على نطاق واسع في 18 فبراير. ووصف أميرة الألماس بأنها «مطحنة COVID-19». وقال إن المناطق التي ربما تكون ملوثة بالفيروس لم يتم فصلها بأي شكل من الأشكال عن المناطق الخالية من الفيروسات، وكانت هناك العديد من الأخطاء في تدابير مكافحة العدوى، وأنه لم يكن هناك محترف مسؤول عن الوقاية من العدوى - كان البيروقراطيون مسؤولين عن كل شيء. ونفى المسؤولون اليابانيون الاتهامات. في حين أشادت المراكز الأمريكية لمكافحة الأمراض والوقاية منها بالجهود المبذولة لوضع تدابير الحجر الصحي، فربما تقيمهم لم يكن كافياً لمنع انتقال العدوى بين الأشخاص على متن السفينة. قال أنتوني فوسي، مدير المعهد الوطني الأمريكي للحساسية والأمراض المعدية، إن عملية الحجر الصحي قد فشلت.
بعد يوم واحد أشار يوشيهيرو تاكاياما، أحد معارف إيواتا وطبيب يعمل في أميرة الألماس، إلى ما وصفه بالأخطاء في وصف إيواتا للوضع في منشور على Facebook انتشر بشكل سريع. في اليوم التالي في 20 فبراير أزال إيواتا مقاطع الفيديو الخاصة به واعتذر للمتورطين، لكنه لا يزال يصر على أن الوضع على السفينة كان فوضوياً.
و قد تم وضع تقرير أولي يستند إلى 184 حالة أولى قام بتقديرها المعهد الوطني الياباني للأمراض المعدية (NIID) و أن معظم انتقال المرض على السفينة حدث قبل الحجر الصحي. كان خط الرحلات البحرية لدى الأميرة كروز، قد افترض لأول مرة أنه لا يوجد سوى الحد الأدنى من المخاطر ولم يبدأ سوى البروتوكولات ذات المستوى الأدنى لتفشي المرض قبل الحجر الصحي.
بحلول 27 فبراير، كان 150 على الأقل من أفراد الطاقم قد ثبتت إصابتهم بالفيروس. اعترف الدكتور نوريو أوماجاري، كبير المستشارين الحكوميين ومدير مركز مكافحة الأمراض والوقاية منها في اليابان، بأن عملية الحجر الصحي ربما لم تكن مثالية. أفاد أحد أعضاء الطاقم أنه كان من المتوقع أن يستمر العديد من أفراد الطاقم في العمل والتفاعل مع الركاب حتى تحت الحجر الصحي. ذكرت الأميرة كروزس أن وزارة الصحة اليابانية كانت السلطة الرائدة في تحديد وتنفيذ بروتوكولات الحجر الصحي، ومع ذلك ذكرت وزارة الشؤون الخارجية اليابانية أنه تم تقديم معايير السلوك ولكن المسؤولية النهائية عن البيئة الآمنة تقع على عاتق مشغل السفينة. تم العثور على عمال الخدمات الغذائية على الأرجح الطريق الرئيسي الرئيسي للانتشار. لم يكن لدى 46.5٪ من الركاب وأفراد الطاقم المصابين أي أعراض في فترة الفحص. كان لدى تكاثر السفينة رقم استنساخ أساسي قدره 14.8؛ أعلى بكثير من المعتاد 2-4. تشير الحسابات إلى أن الإخلاء المبكر يمكن أن يقلل عدد الحالات إلى 76 حالة فقط، وأن الحجر الصحي المطبق قلل من عدد الحالات بنحو 2300 حالة.
بحلول 1 مارس، كان جميع الركاب وأفراد الطاقم قد نزلوا من السفينة. في أوائل مارس 2020، قامت إندونيسيا بإجلاء 69 طاقم إندونيسي من أميرة الألماس، بعد أن كانت نتائج اختبار COVID-19 في اليابان سلبية. ومع ذلك، فإن سفينة مستشفى بحرية إندونيسية تنقلهم إلى جزيرة سيبارو لفترة الحجر الإلزامي وبمرض اثنين من أفراد الطاقم. تم اختبار الجميع مرة أخرى؛ اجتاز 67 الاختبار الثاني، لكن اثنين لم يفحصا وتم اختبارهما باختبار أكثر دقة ومختلفة، بنتيجة سلبية وإيجابية واحدة. ونزل الأشخاص ألـ 68 الذين كانت اختباراتهم سلبية في جزيرة سيبارو للمراقبة وتم إسعاف الحالة الإيجابية بواسطة المروحية إلى مستشفى برساهاباتان. في النهاية، تلقى جميع أفراد الطاقم ألـ 69 نتائج اختبار COVID-19 السلبية.

## عدد الركاب
3711 شخصًا على متن الأميرة الماسية، 1045 من أفراد الطاقم و 2666 من الركاب. وكان متوسط عمر الطاقم 36 عامًا بينما كان متوسط عمر الركاب 69 عامًا. كان الركاب 55٪ من الإناث والطاقم 81٪ من الذكور. من بين 712 إصابة، حدثت 145 في الطاقم و 567 في الركاب.

## الوفيات
توفي راكبان في 20 فبراير والثالث في 23 فبراير، وجميعهم من المواطنين اليابانيين في الثمانينيات من العمر. وتوفيت رابع إصابة، وهو ياباني مسن، في 25 فبراير/ شباط. أما الوفاة الخامسة، وهي امرأة يابانية في السبعينيات من عمرها، والوفاة السادسة، هي مواطنة بريطانية في السبعينيات من عمره، وقد توفيت في 28 فبراير. و توفي مواطن أسترالي يبلغ من العمر 78 عامًا، تم إجلاؤه من السفينة، في 1 مارس في أستراليا، مما جعله السابع. وتوفي مواطن من هونغ كونغ من السفينة في 6 مارس، مما جعله الثامن. وتوفي رجل كندي في السبعينات من عمره في 19 مارس، مما جعله الموت التاسع المرتبط بالفيروس التاجي من السفينة. وتوفي راكبان يابانيان في السبعينات من العمر في 22 مارس مما جعلهما الوفاتان العاشرة والحادي عشره. توفيت امرأة من هونج كونج في الستينات من عمرها في 28 مارس، مما جعلها الوفاة الثانية عشرة. والوفاة الثالث عشره راكب ياباني توفي في 9 أبريل/ نيسان. و لم يتم الكشف عن التفاصيل المتعلقة بعمر الراكب والجنس حسب رغبة الأسرة. توفي رجل ياباني آخر في السبعينيات من عمره في 14 أبريل، مما جعله الوفاة الرابع عشر.

## مسار الرحلة
| تاريخ    | يصل   | تغادر | ميناء                | 80 حالة مؤشر y / o |
| -------- | ----- | ----- | -------------------- | ------------------ |
| 20 يناير |       | 17:00 | يوكوهاما ، اليابان   | شرعت               |
| 22 يناير | 7:00  | 21:00 | كاجوشيما ، اليابان   |                    |
| 25 يناير | 7:00  | 23:59 | هونغ كونغ ، الصين    | نزل                |
| 27 يناير | 7:00  | 16:00 | شان ماي، فيتنام      |                    |
| 28 يناير | 8:00  | 18:00 | هو لونج باي ، فيتنام |                    |
| 31 يناير | 7:00  | 17:00 | كيلونج ، تايوان      |                    |
| 1 فبراير | 12:00 | 23:00 | أوكيناوا ، اليابان   | اختبار إيجابي      |
| 4 فبراير |       |       | يوكوهاما ، اليابان   |                    |

## عدد الحالات المؤكدة
| Date (JST)                                                                               | Tested (cumulative) | Confirmed (cumulative) | Notes and ref(s)                |
| ---------------------------------------------------------------------------------------- | ------------------- | ---------------------- | ------------------------------- |
| 3 February                                                                               |                     |                        | Berthed at the Port of Yokohama |
| 5 February                                                                               | 31                  | 10                     | [ 68 ]                          |
| 6 February                                                                               | 102                 | 20                     | Calculated from reports         |
| 7 February                                                                               | 273                 | 61                     | [ 69 ]                          |
| 8 February                                                                               | 279                 | 64                     | [ 70 ]                          |
| 9 February                                                                               | 336                 | 70                     | [ 71 ]                          |
| 10 February                                                                              | 439                 | 135                    | [ 72 ]                          |
| 12 February                                                                              | 492                 | 174                    | Calculated from reports         |
| 13 February                                                                              | 713                 | 218                    | [ 73 ]                          |
| 15 February                                                                              | 930                 | 285                    | Includes 73 غياب الأعراض cases  |
| 16 February                                                                              | 1,219               | 355                    | Includes 111 asymptomatic cases |
| 17 February                                                                              | 1,723               | 454                    | Includes 189 asymptomatic cases |
| 18 February                                                                              | 2,404               | 542                    | Includes 254 asymptomatic cases |
| 19 February                                                                              | 3,011               | 621                    | Includes 322 asymptomatic cases |
| 20 February                                                                              | 3,063               | 634                    | Includes 328 asymptomatic cases |
| 26 February                                                                              | 4,061               | 705                    | Includes 392 asymptomatic cases |
| 5 March                                                                                  | 3,618*1             | 696*2                  | Includes 410 asymptomatic cases |
| *1: Actual number of individuals tested. *2: Excluding cases found after disembarkation. |                     |                        |                                 |